# سید ابوصالح
سیدابوصالح، روستایی از توابع بخش مرکزی شهرستان قائم‌شهر در استان مازندران ایران است.
این روستا در گذشته‌های دور شهری به نام کالیج بوده‌است. که در هجوم و گریزها و شاید هم بلایای طبیعی از بین رفته و جز اثری ناچیزی نمانده‌است.این روستابه نام‌های میله و مله در تاریخ نیز آمده‌است. پس از انقلاب اسلامی به روستای سید ابوصالح به‌دلیل وجود امامزاده به همین نام در روستا به سید ابوصالح تغییر نام داده است.

## جمعیت
این روستا در کوهساران قرار داشته و براساس آخرین سرشماری مرکز آمار ایران که در سال ۱۳۸۵ صورت گرفته، جمعیت آن ۳۳۶نفر (۱۱۳خانوار) بوده‌است.